# وات رونغ خون

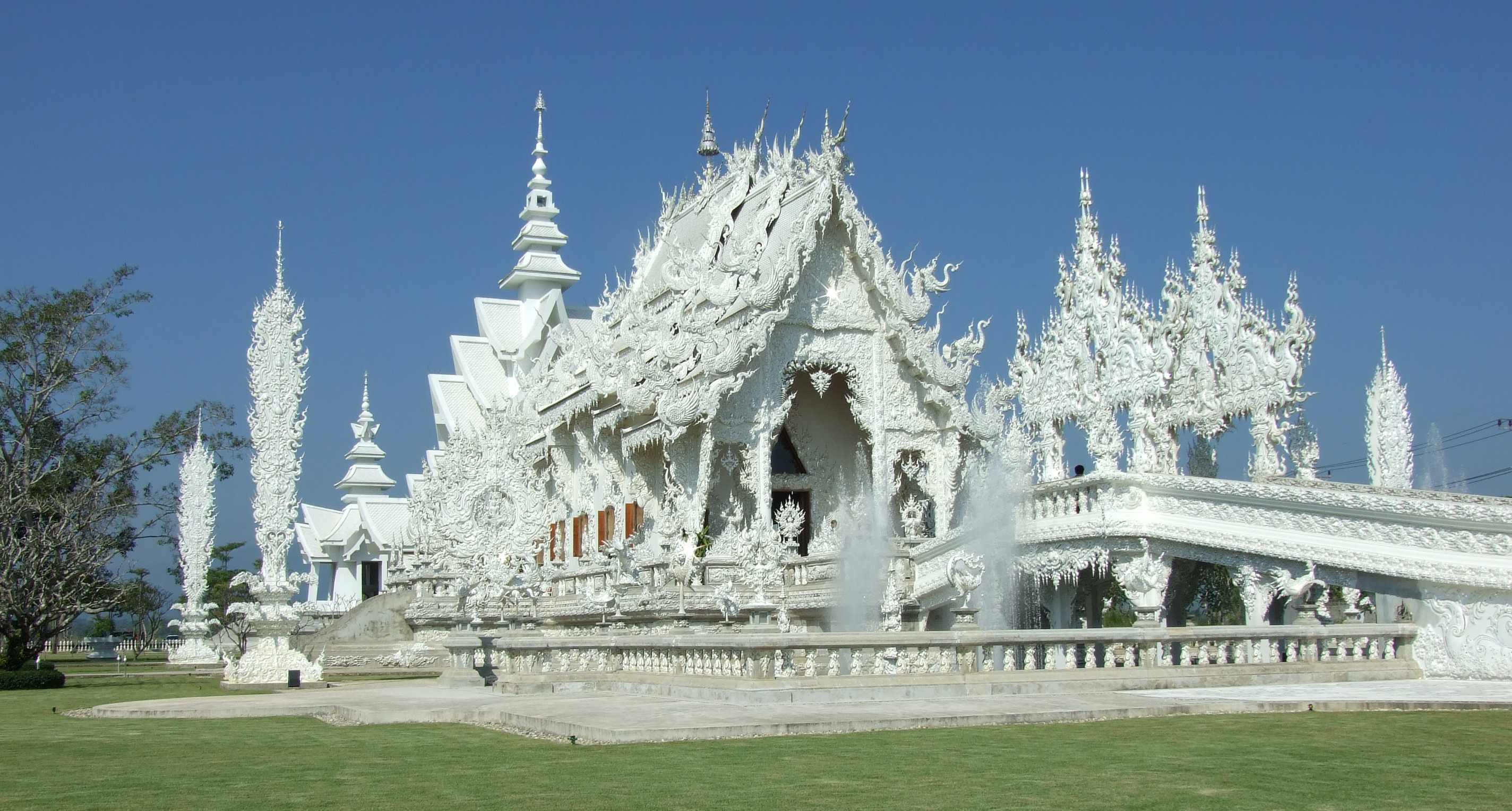
المعبد الأبيض

وات رونغ خون(Thai: วัดร่องขุ่น) أو المعبد الأبيض هو مبنى بوذي معاصر غير تقليدي وهو أيضا معبد هندي في مدينة شيانغ راي، في تايلاند. مصمم هذا البناء الجميل هو د.تشيلمشاي كوسيتبيبات، بدأ إنشاء البناء عام 1997 وهو مستمر.

## صور

صور بانورامية لوات رونغ خون
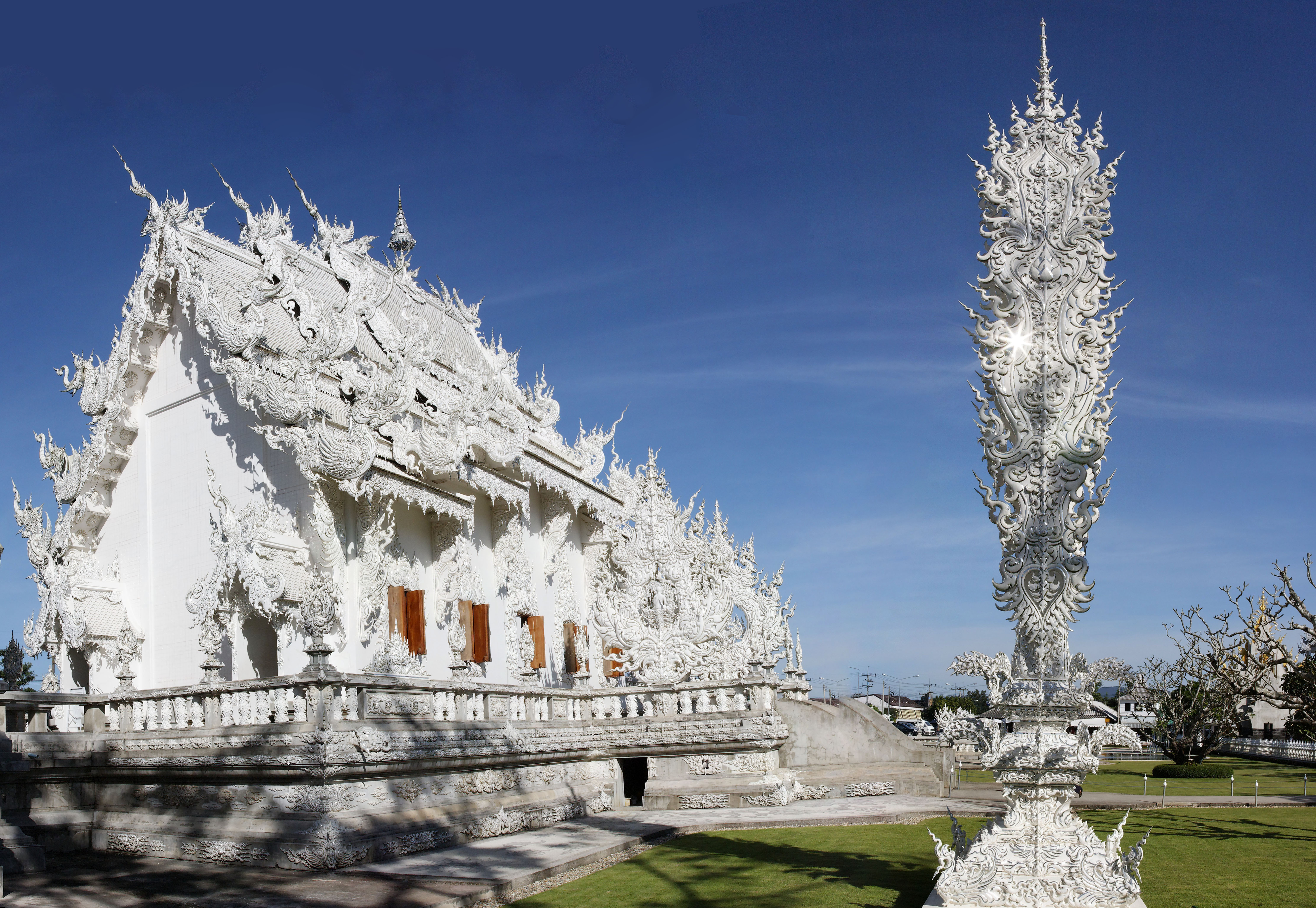
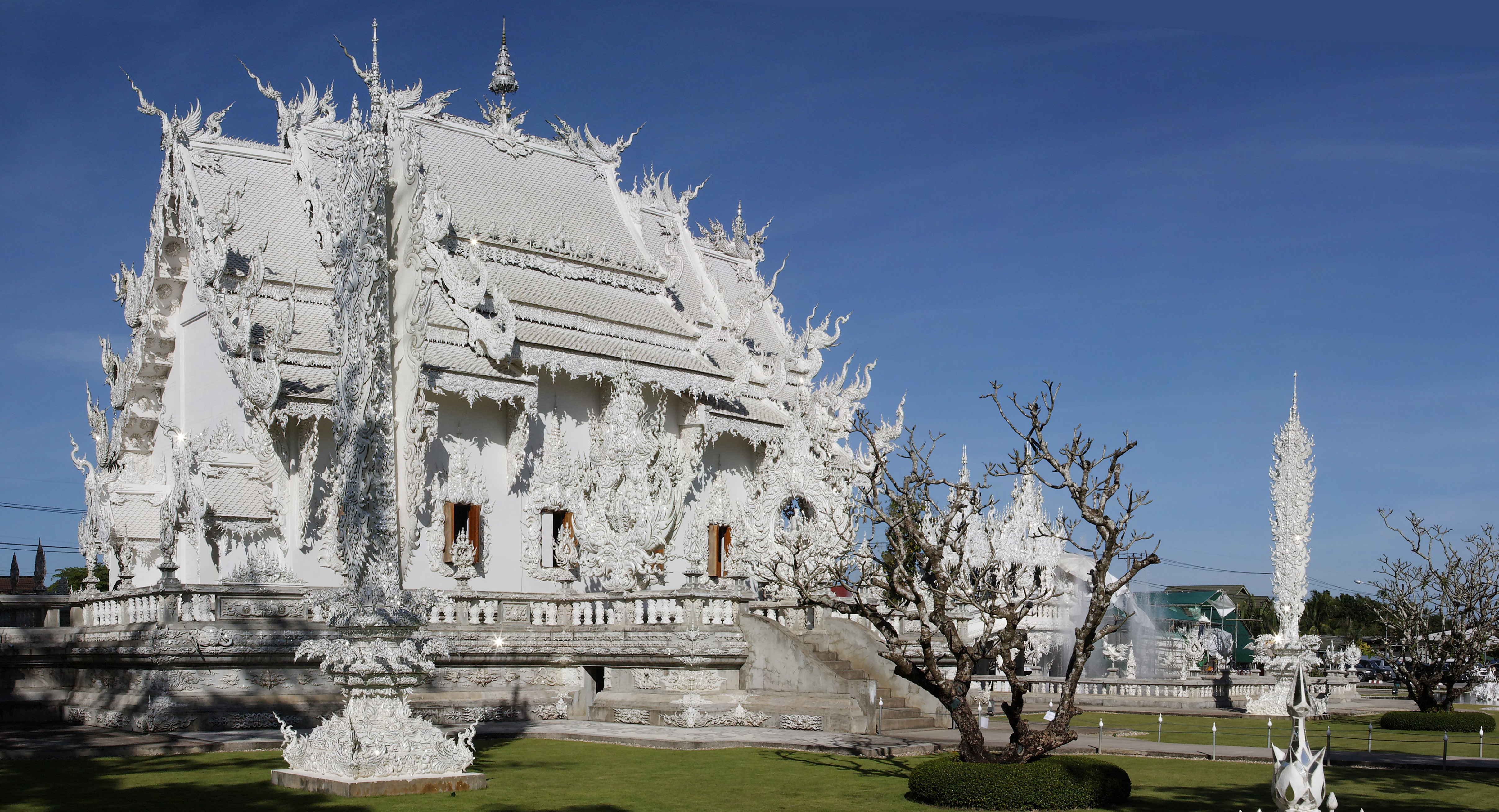

المعبد الأبيض
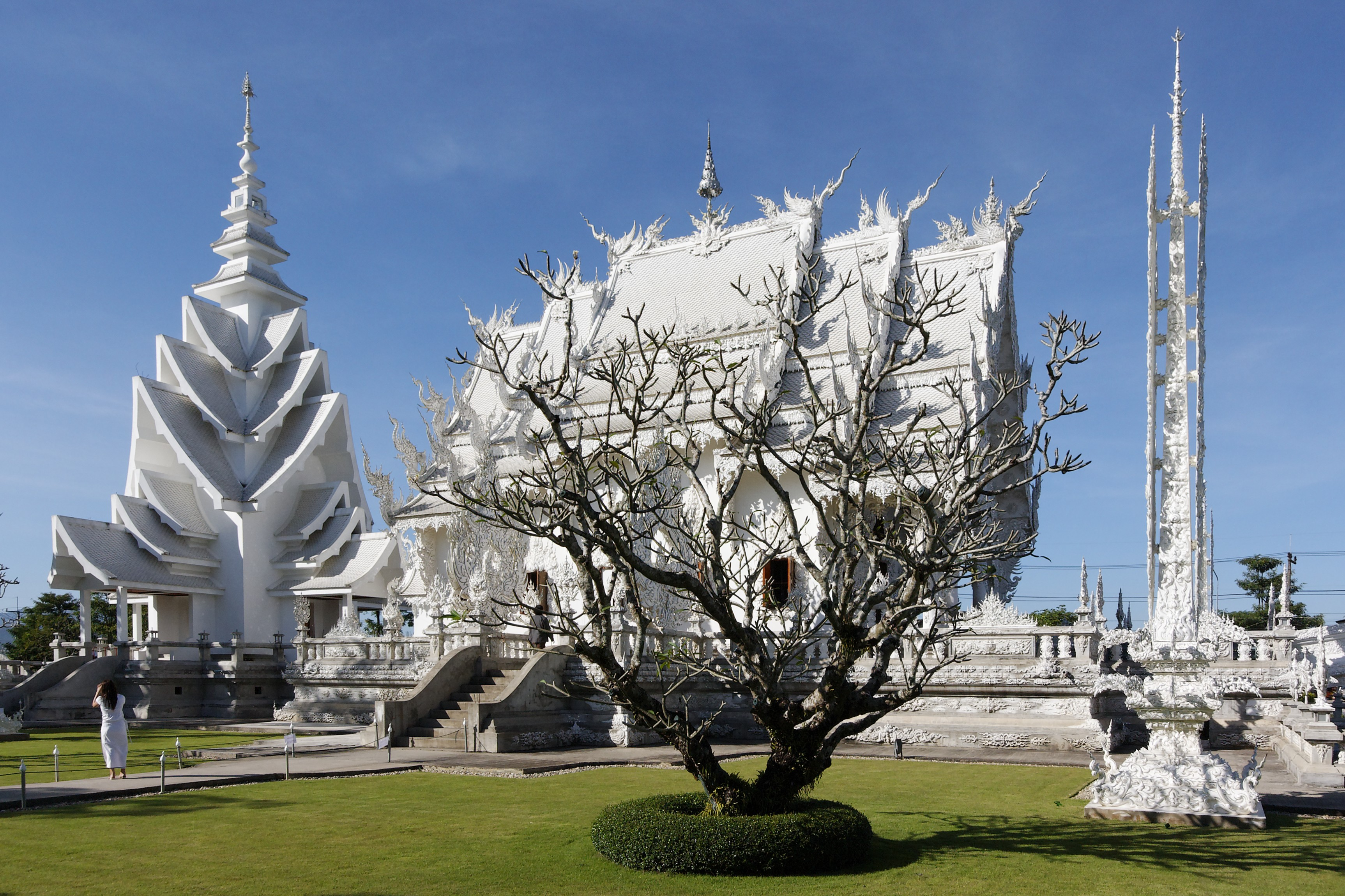
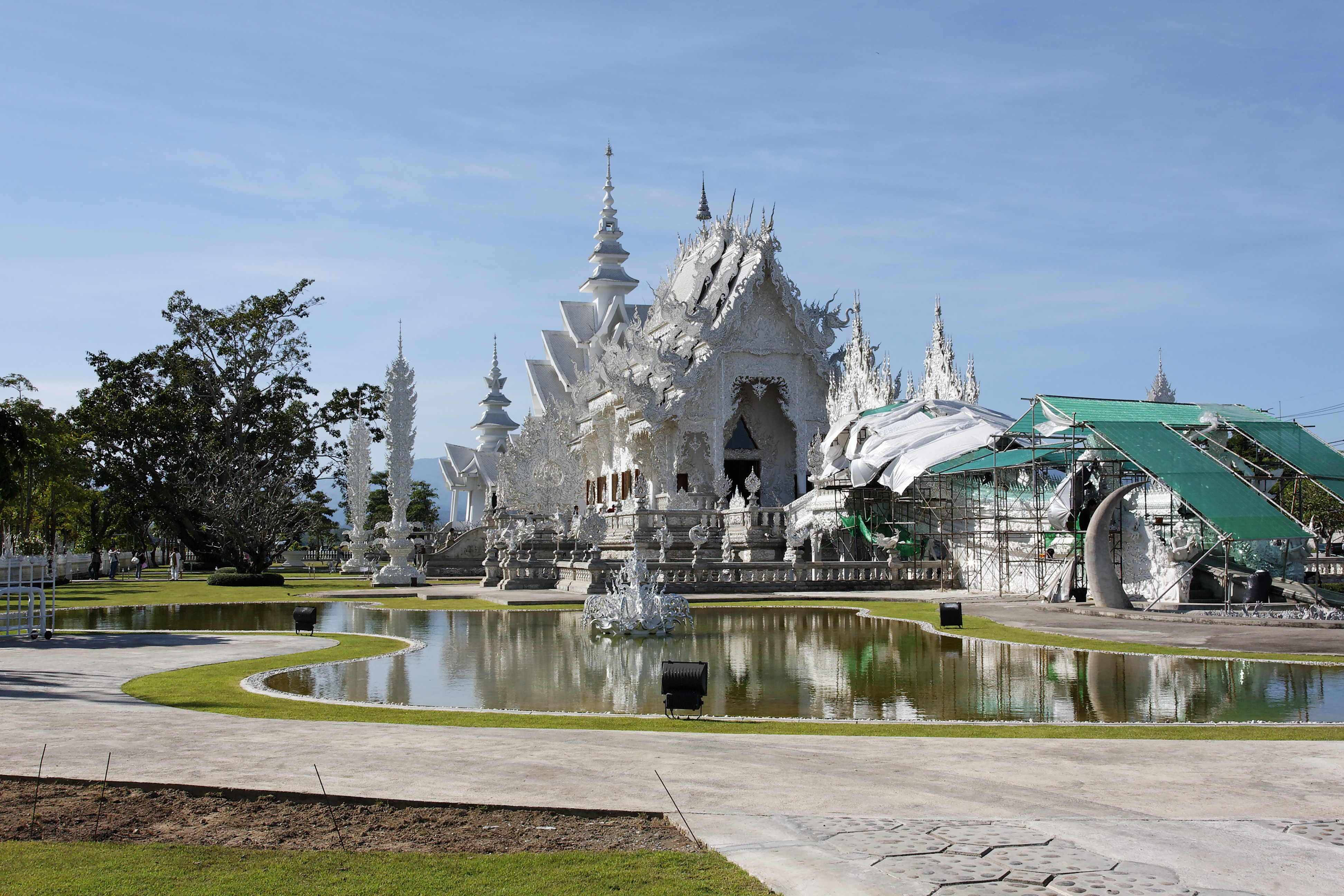
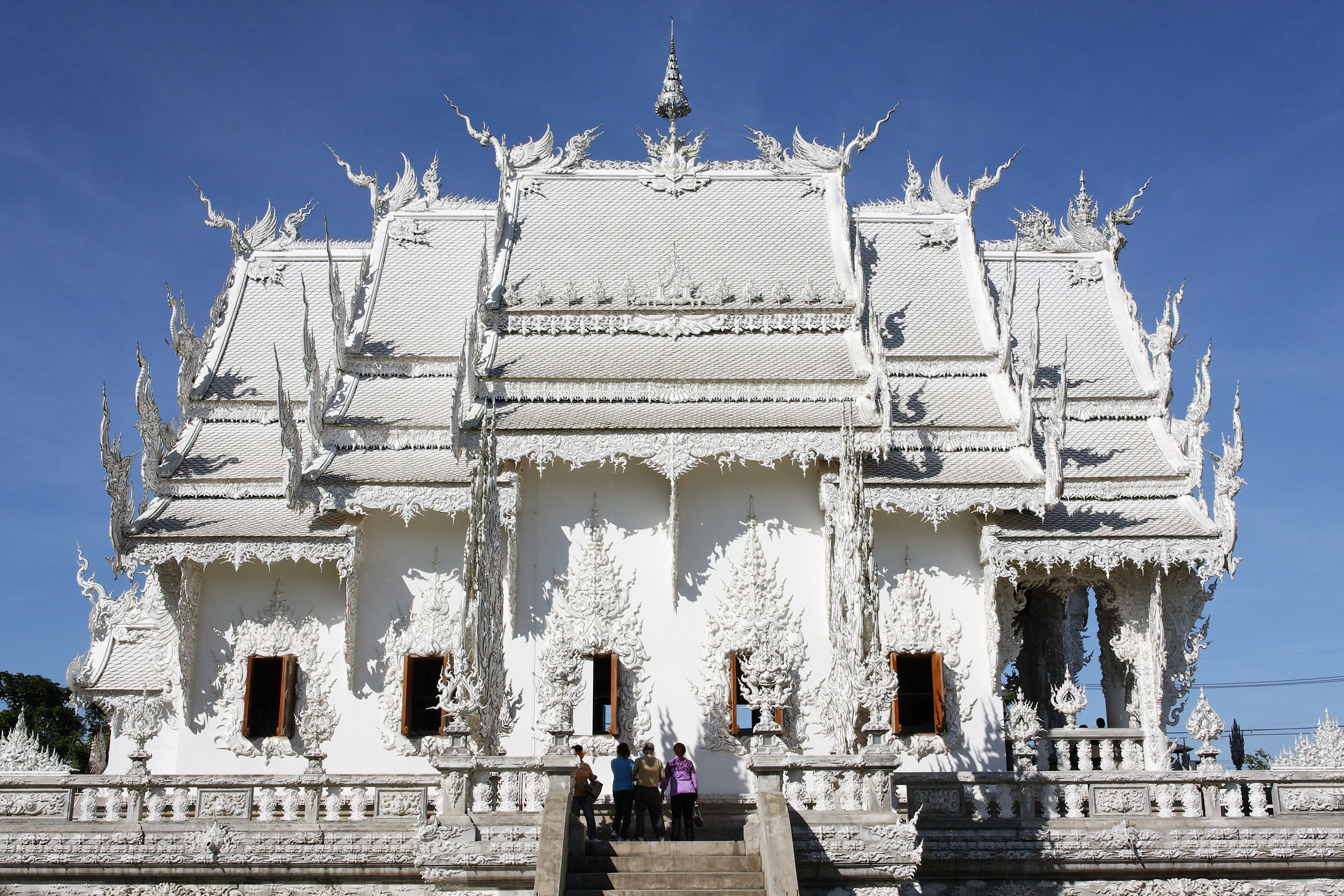
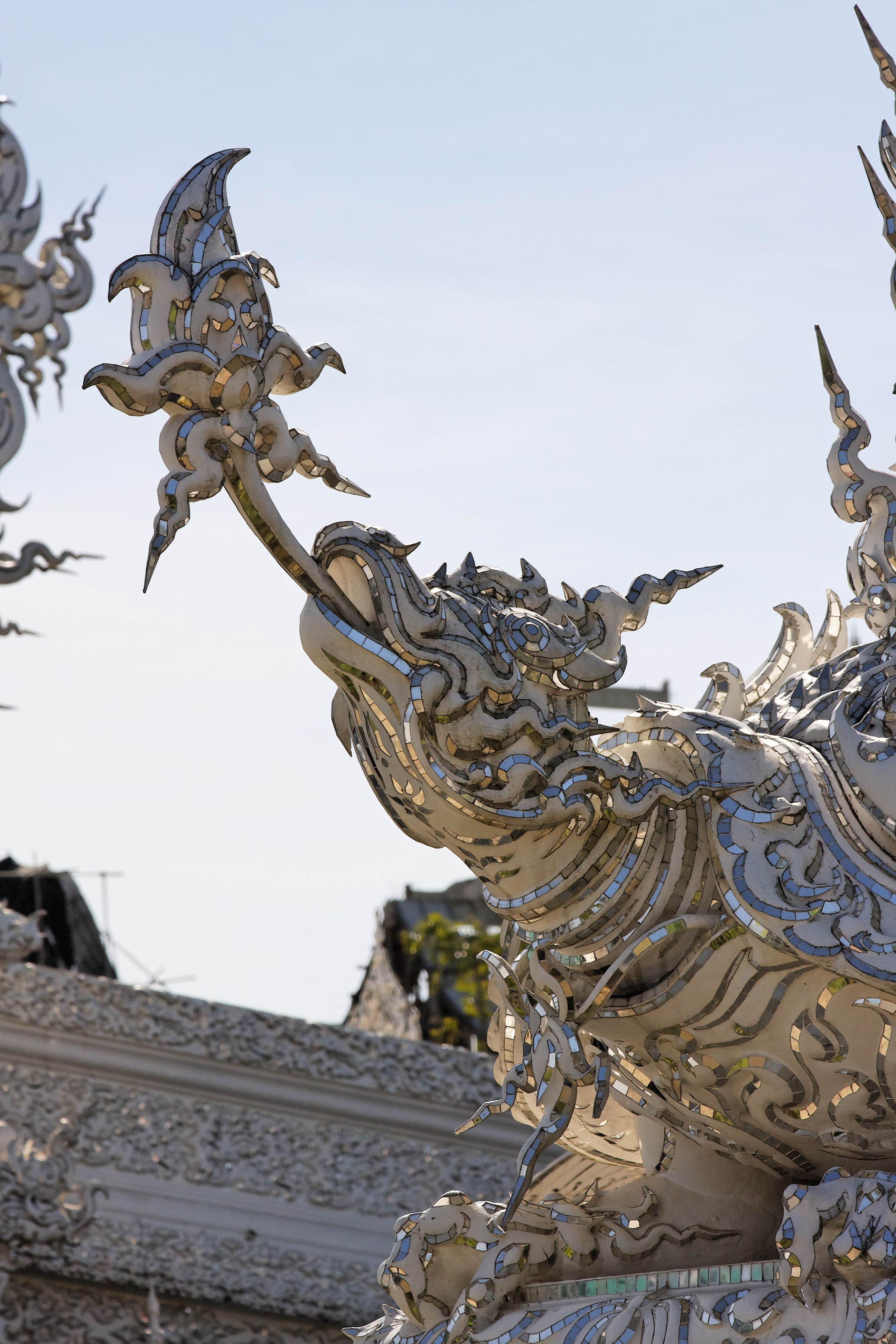
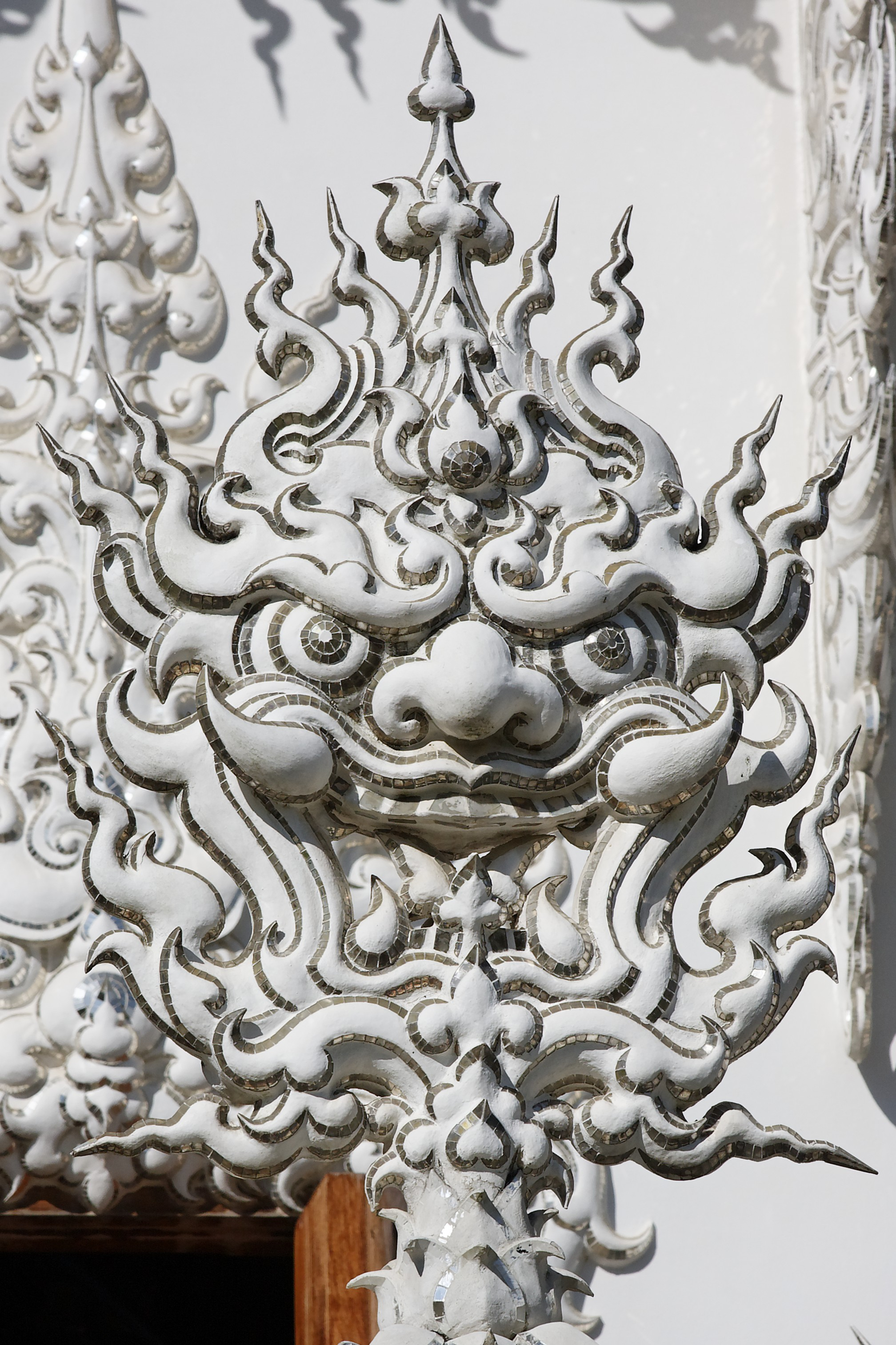
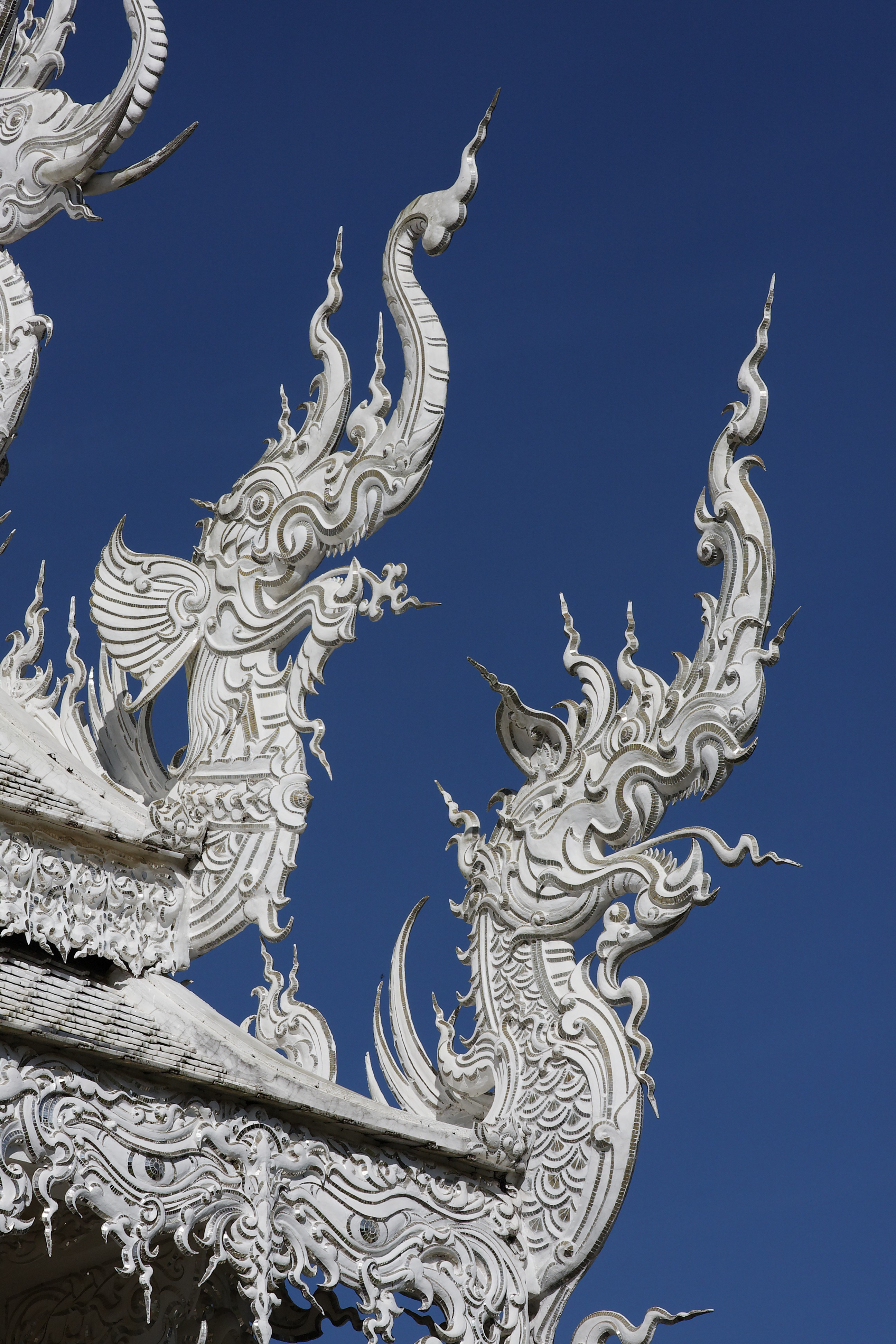
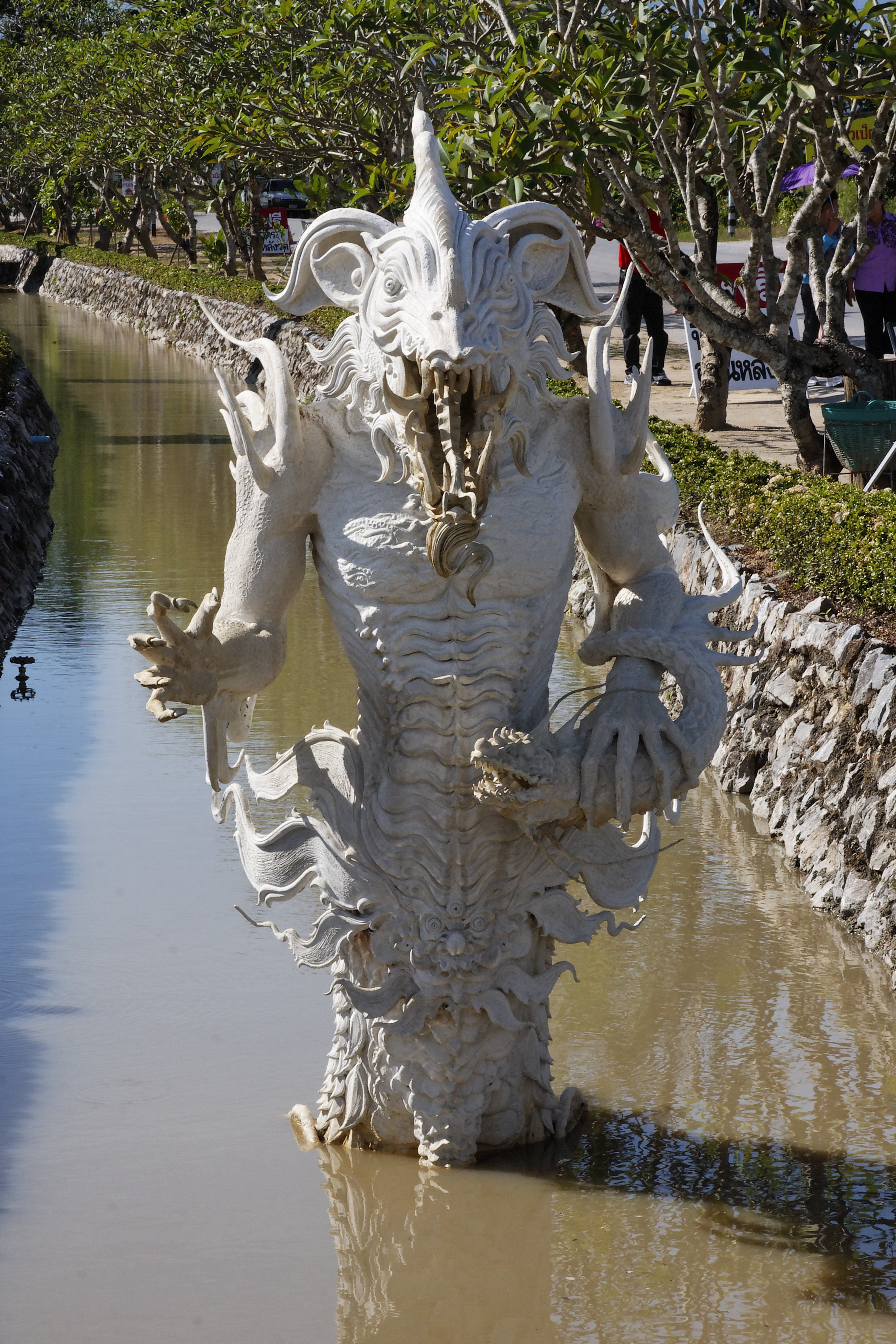
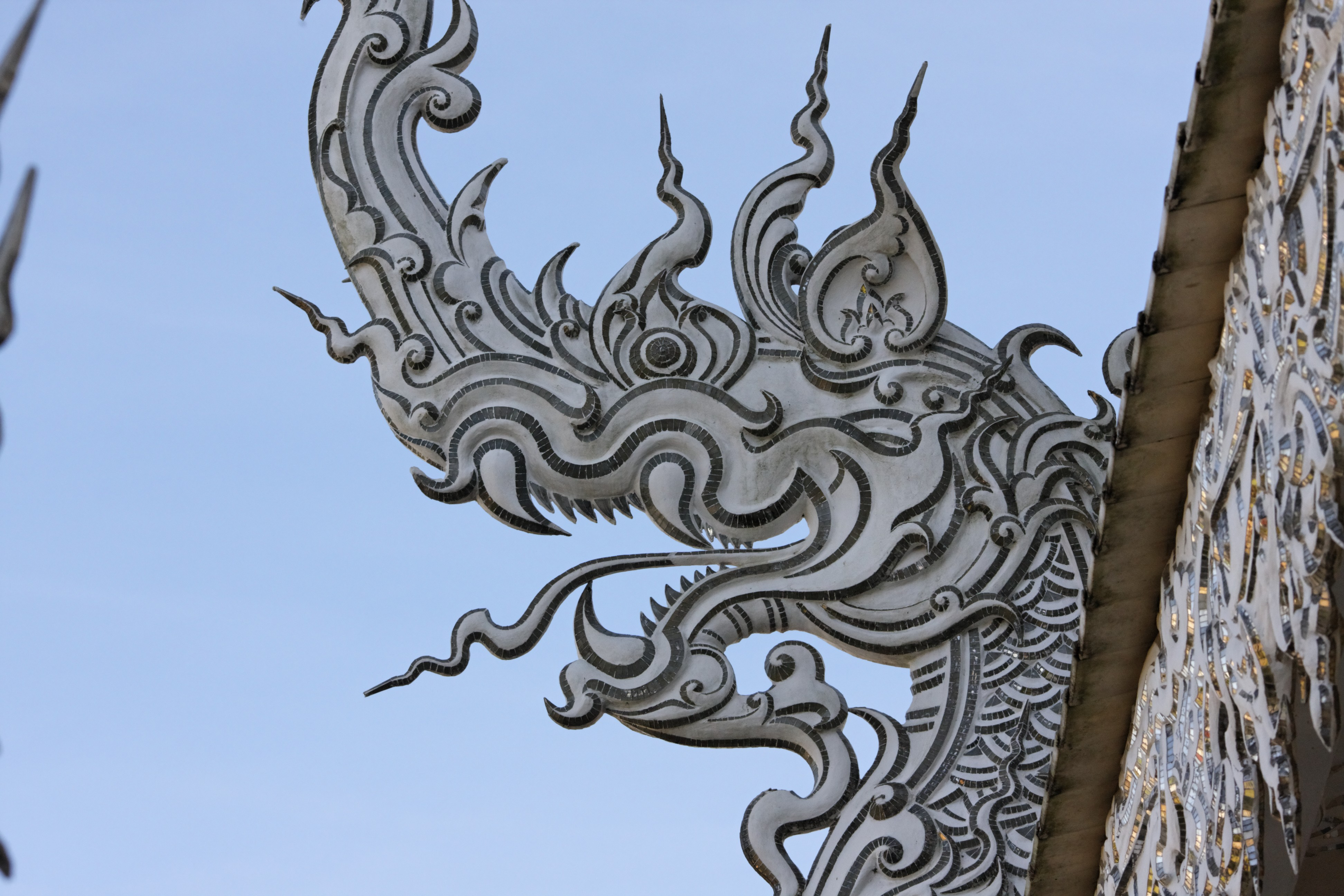
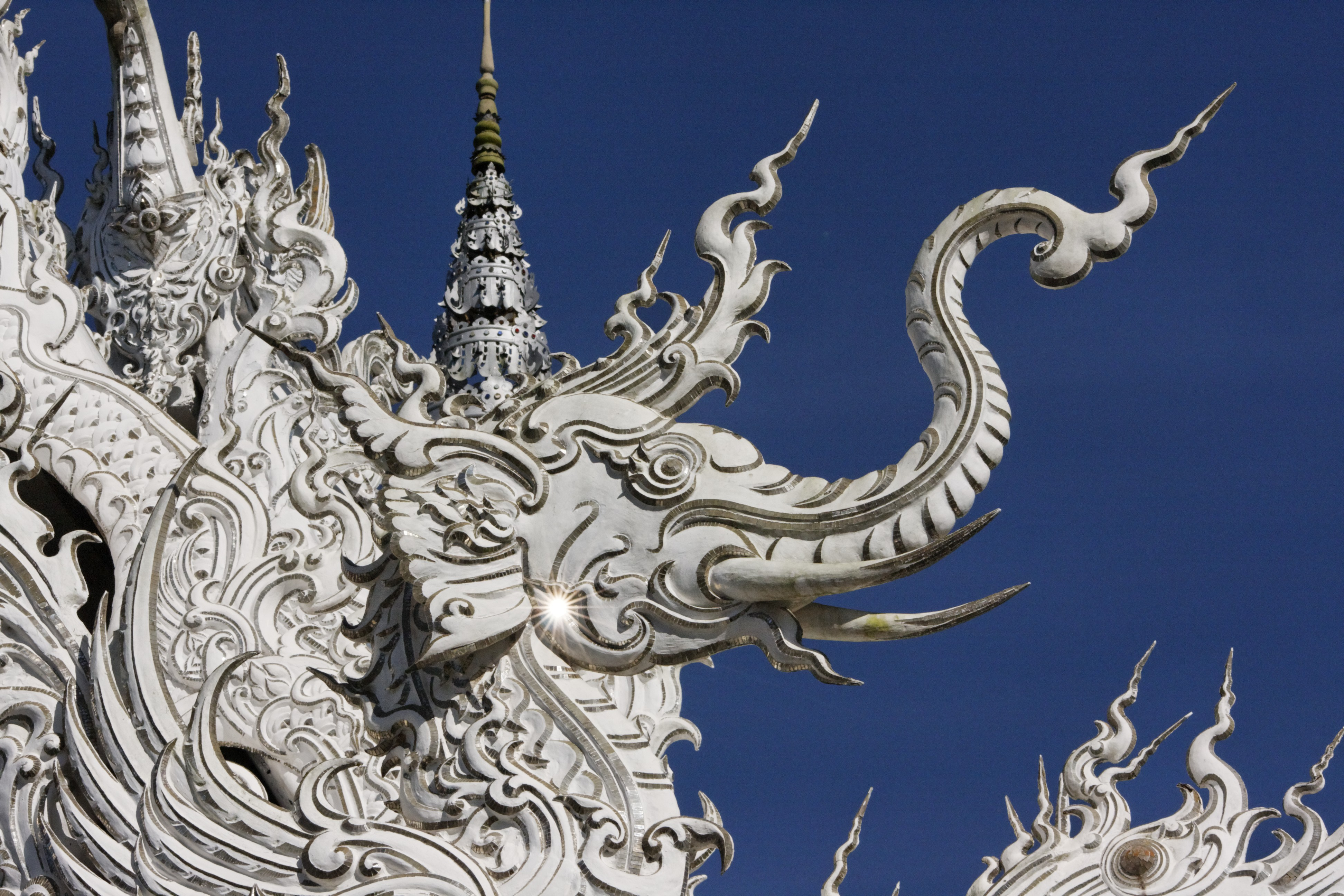
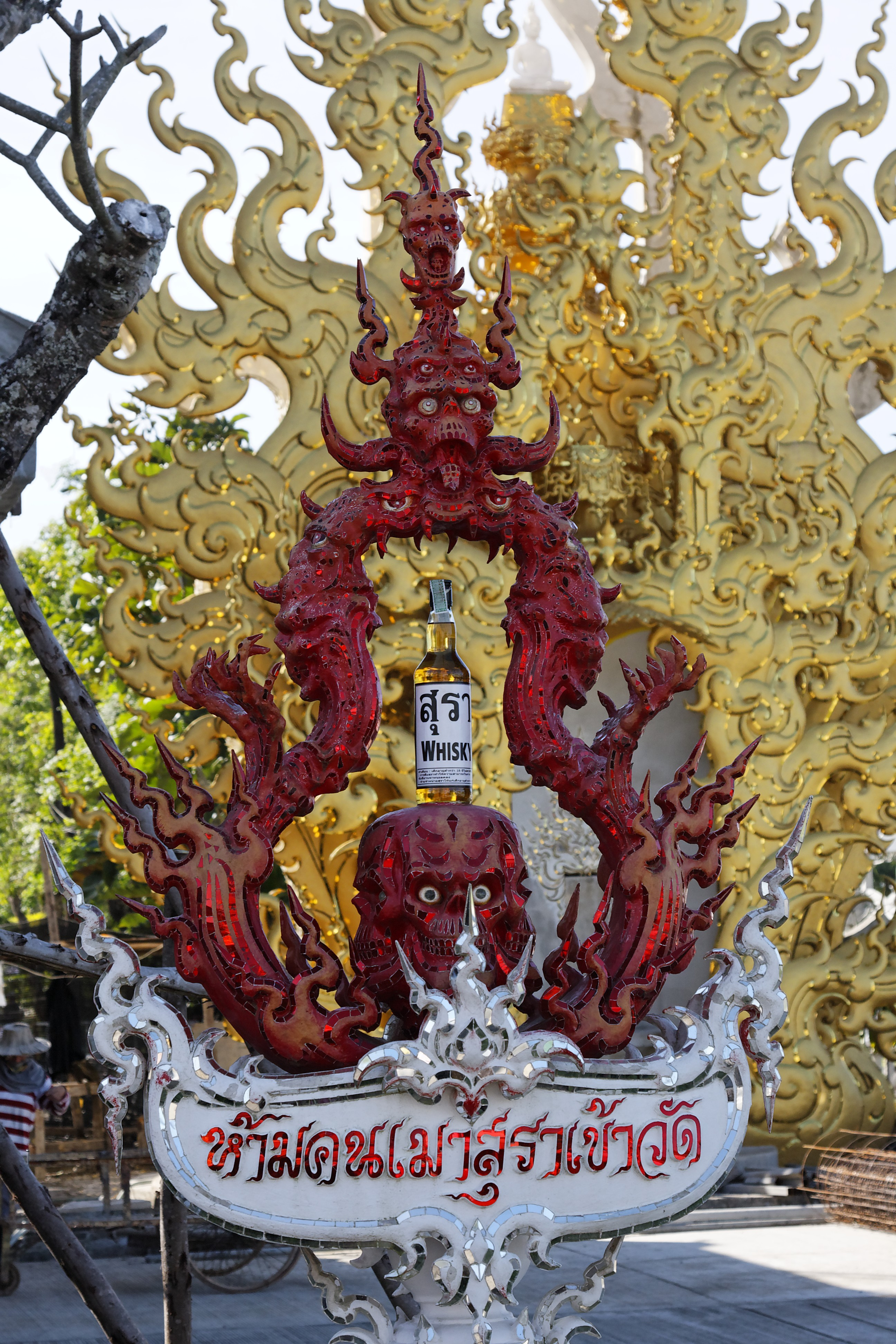
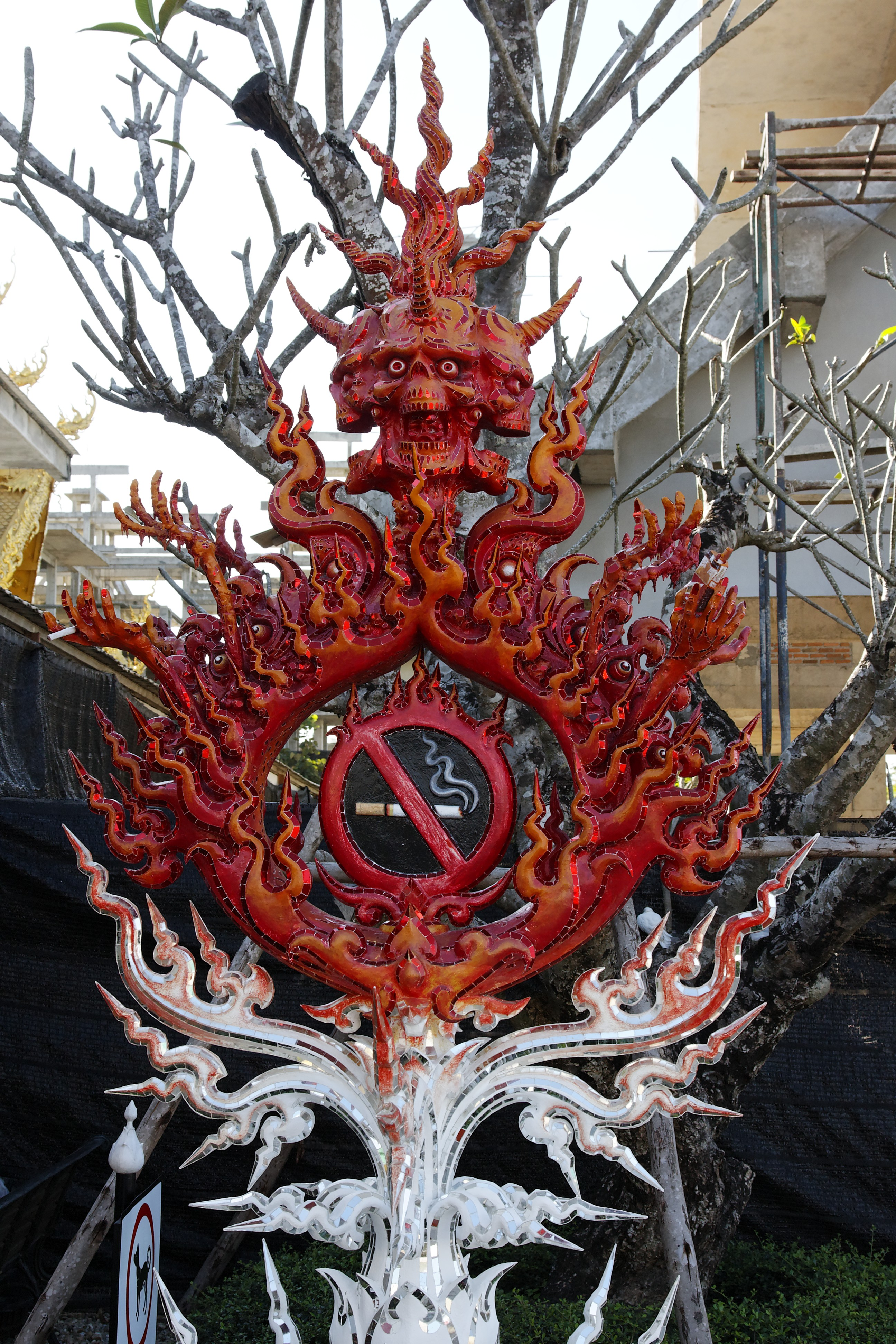
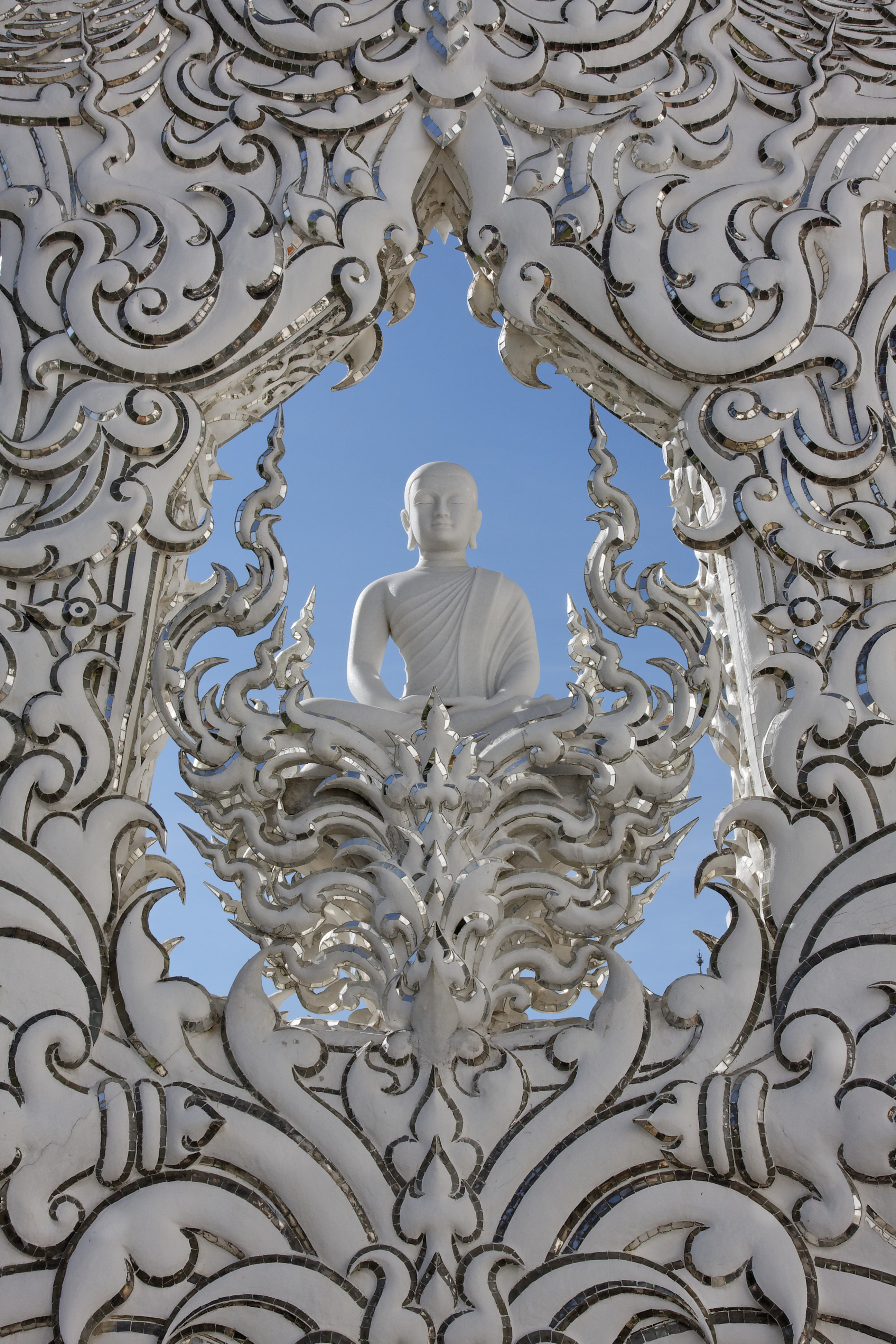